# Восстание 8888
Восстание 8888 (бирм. ၈၈၈၈ အရေးအခင်း)— серия акций гражданского неповиновения в Мьянме в 1988 году. Ключевые события начались 8 августа 1988 года, поэтому акции получили общее название «восстание 8888».

## Предпосылки
Причиной протестов стала катастрофическая политика правившего с 1962 года режима Партии бирманской социалистической программы во главе с генералом У Не Вином. За этот период Мьянма стала одной из беднейших стран мира. После того как 5 сентября 1987 года У Не Вин приказал вывести из обращения вновь введённые в обращение банкноты номиналом 100, 75, 35 и 25 кьятов, оставив только 45- и 90-кьятовые, так как эти числа делились на 9, взбунтовались студенты Рангунского технологического университета. После уличных беспорядков университеты Рангуна были закрыты, а студенты распущены по домам. Но известия о протестах, хотя и мало освещённые государственными СМИ, распространились в студенческой среде.
В октябре университеты возобновили занятия, и в Рангуне и Мандалае начали распространяться диссидентские листовки, произошли незначительные протесты. В марте 1988 года для разгона студентов, недовольных правлением военных, полицейским насилием, экономическим упадком и коррупцией в правительстве, полиции пришлось применять спецсредства, в ходе чего погибло несколько человек, несколько было подвергнуто насилию. Университеты были снова закрыты на несколько месяцев. К июню 1988 года широкомасштабные беспорядки охватили Пегу, Мандалай, Тавой, Таунгу, Ситуэ, Пакхоуку, Мьей, Минбу и Мьичину. Под их давлением и требованием многопартийной демократии 23 июля У Не Вин покинул свой пост, однако назначил вместо себя главой нового правительства ненавидимого населением Сейн Лвина, известного под прозвищем «Рангунский мясник».

## Начало восстания

### Первые дни
Студенты назначили общенациональную демонстрацию на 8 августа 1988 года. С начала августа по всей стране начали создаваться подпольные студенческие комитеты. В это время свободно печатались диссидентские газеты, повсюду поднимались флаги с боевым петухом, происходили марши и речи.
В первые дни протестов в Рангуне активисты обратились к адвокатам и монахам в Мандалае с призывом присоединиться к акции. Студентов поддержали работники различных сфер, от членов правительства до учителей и врачей. На 10-тысячной демонстрации возле пагоды Суле были сожжены эффигии У Не Вина и Сейн Лвина в гробах, отделанных выведенными из обращения банкнотами. 3 августа власти ввели комендантский час с 20.00 до 4.00 и запретили людям собираться более чем впятером.
8 августа 1988 года состоялась всеобщая забастовка с участием этнических меньшинств, буддистов, мусульман, студентов, рабочих, стариков и молодёжи. Основные события происходили в Рангуне, где мирные марши проходили ежедневно до 19 сентября. Протестующие целовали сапоги солдат с намерением убедить их присоединиться к гражданскому протесту, а некоторые даже охраняли офицеров от возможных атак. Студенческие протесты распространились на всю страну. Их поддержали сотни тысяч монахов, детей, домохозяек и врачей. Правительство, поражённое масштабом протестов, пообещало обратить внимание на требования демонстрантов «в той степени, в какой это будет возможно».
Однако позже У Не Вин отдал приказ стрелять по митингующим. В ответ последние применили коктейли Молотова, мечи, ножи, камни, отравленные дротики и мотоциклетные спицы. 10 августа солдаты расстреляли медсестёр и докторов главного госпиталя Рангуна, которые ухаживали за больными. Оценки числа погибших в протестах 8888 колеблются от нескольких сотен до 10 000 человек; официальные же власти называют цифру в 95 убитых и 240 раненых.

### Вторая волна восстания
После неожиданного и необъяснимого ухода Лвина с должности 12 августа протестующие оказались в растерянности и триумфовали. 19 августа главой правительства стал представитель учёных Маунг Маунг, биограф У Не Вина, единственный гражданский в верхушке Партии бирманской социалистической программы. На короткое время это остановило протесты.
22 августа общенациональные демонстрации возобновились. В Мандалае в них приняли участие 100 000 человек, в Ситуэ — 50 000. Через два дня к протестам присоединились врачи, монахи, музыканты, актёры, юристы, ветераны и чиновники. 26 августа Аун Сан Су Чжи, которая была занята уходом за больной матерью, вышла на политическую арену, обратившись к полумиллионной толпе в пагоде Шведагон. С этого момента она стала символом протестов в Мьянме, особенно в глазах Запада.
На сентябрьском конгрессе 90 % делегатов (968 из 1080) проголосовали за введение многопартийной системы. ПБСБ объявила о намерении провести выборы, но оппозиционные партии призвали немедленного её ухода из власти и формирования на время избирательной кампании переходного правительства. После того как ПБСБ отклонила оба требования, протестующие снова вышли на улицы. Ежедневные демонстрации продолжились в чаяниях добиться от правительства выполнения требований протестующих, убедить военных переходить на их сторону, а также в ожидании международной военной помощи от ООН или США. На сторону митингующих перешла незначительная часть военнослужащих, в основном из флота.

### Подавление восстания
В середине месяца протесты стали более агрессивными, солдаты провоцировали демонстрантов на схватки, которые заканчивались победой военнослужащих. 18 сентября в результате военного переворота был создан Государственный совет мира и развития. Генерал Со Маунг отменил действие конституции, «введя более драконовские меры, чем У Не Вин». Было введено военное положение, а восстание — жестоко подавлено военными, которые без разбора стреляли в протестующих. 21 сентября хунта установила контроль над страной, в октябре студенческое движение распалось.

## Результаты
За время протестов погибли тысячи человек, хотя бирманские власти называют цифру в 350 убитых.
Протесты сделали национальным лидером Аун Сан Су Чжи. Когда военная хунта объявила проведение в 1990 году выборов, её партия, Национальная лига за демократию, получила 80 % мест в правительстве (392 из 447). Однако хунта отвергла эти демократические достижения и попыталась изолировать Аун Сан Су Чжи под домашним арестом.